# انواع سگ
سگ‌ها را بر اساس کارایی به دسته‌های مختلفی از جمله سگ گله(ژرمن شپرد)، سگ نگهبان (دوبرمن)، سگ کاری(روت‌وایلر)، سگ شکاری (تازی)، سگ سورتمه (سیبرین هاسکی) و سگ همراه (پاپیون) دسته‌بندی می‌کنند.سگ ها را هم به عنوان حیوان هایی وفادار می دانند. بعضی سگ های غیر قانونی هستند که بخواطر حملات مرگ بار انها  یا پیکر بزرگشان ممنوع اعلام شدند مانند :پیت بول سگها محیط اطرافشان را با بو کردن پیدا می کنند ،وقدرت بویایی بسیار تیز و قوی ای دارند و سگ ها در کشور های زیادی و در فرودگاه ها به عنوان ردیاب مواد مخدر استفاده می کنند یا برای حتی برای پیدا کردن افراد زنده و همچنین سگ ها برای شناسایی و ردیابی دزد ها در نیروی پلیس استفاده می شود.در روستا ها و مزارع سگ هایی را برای دور کردن گرگ ها و نگهبانی گله استفاده می کنند به این نوع سگ ها سگ های گله یا سگ های نگهبان میگویند.

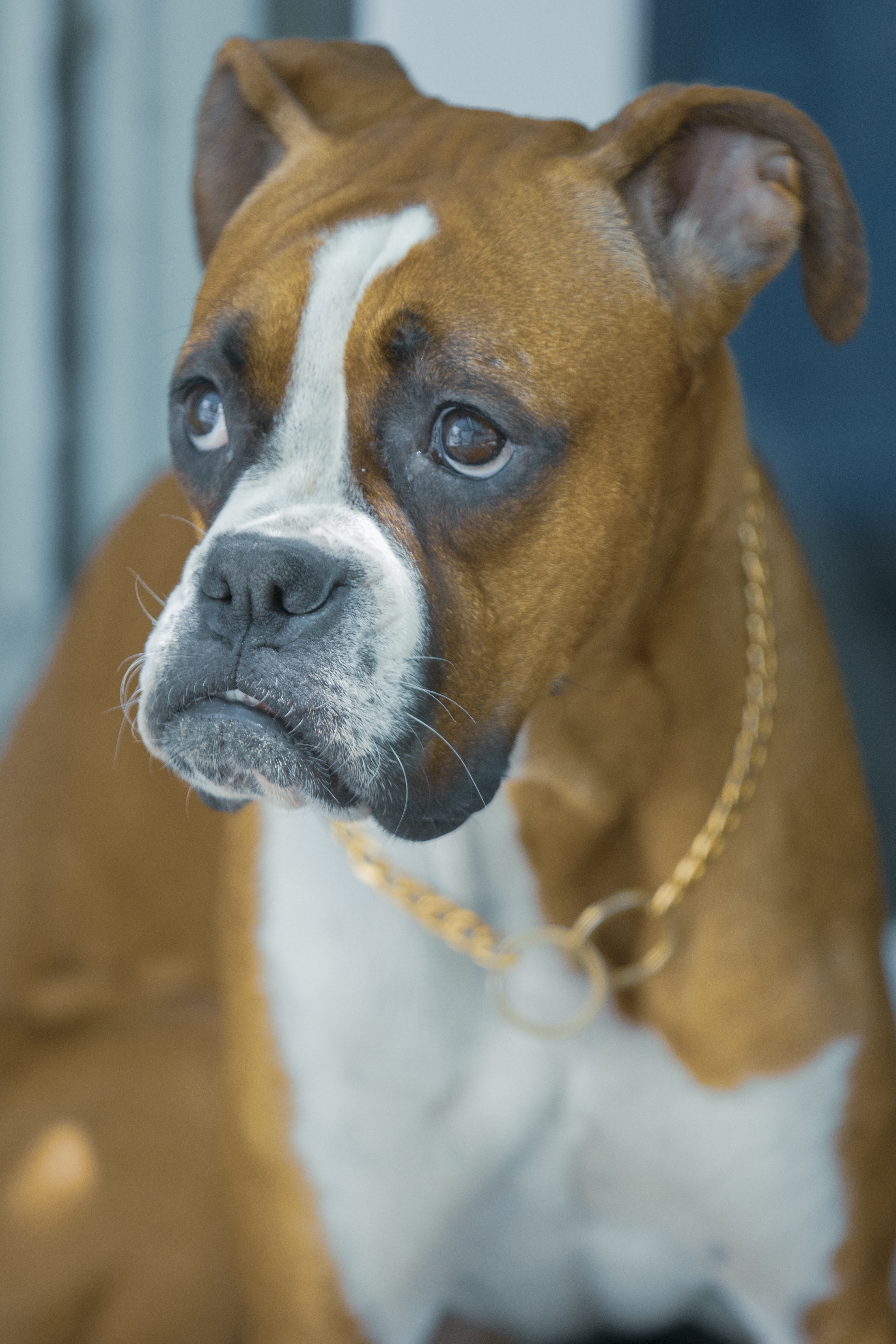
یک سگ نژاد باکسر
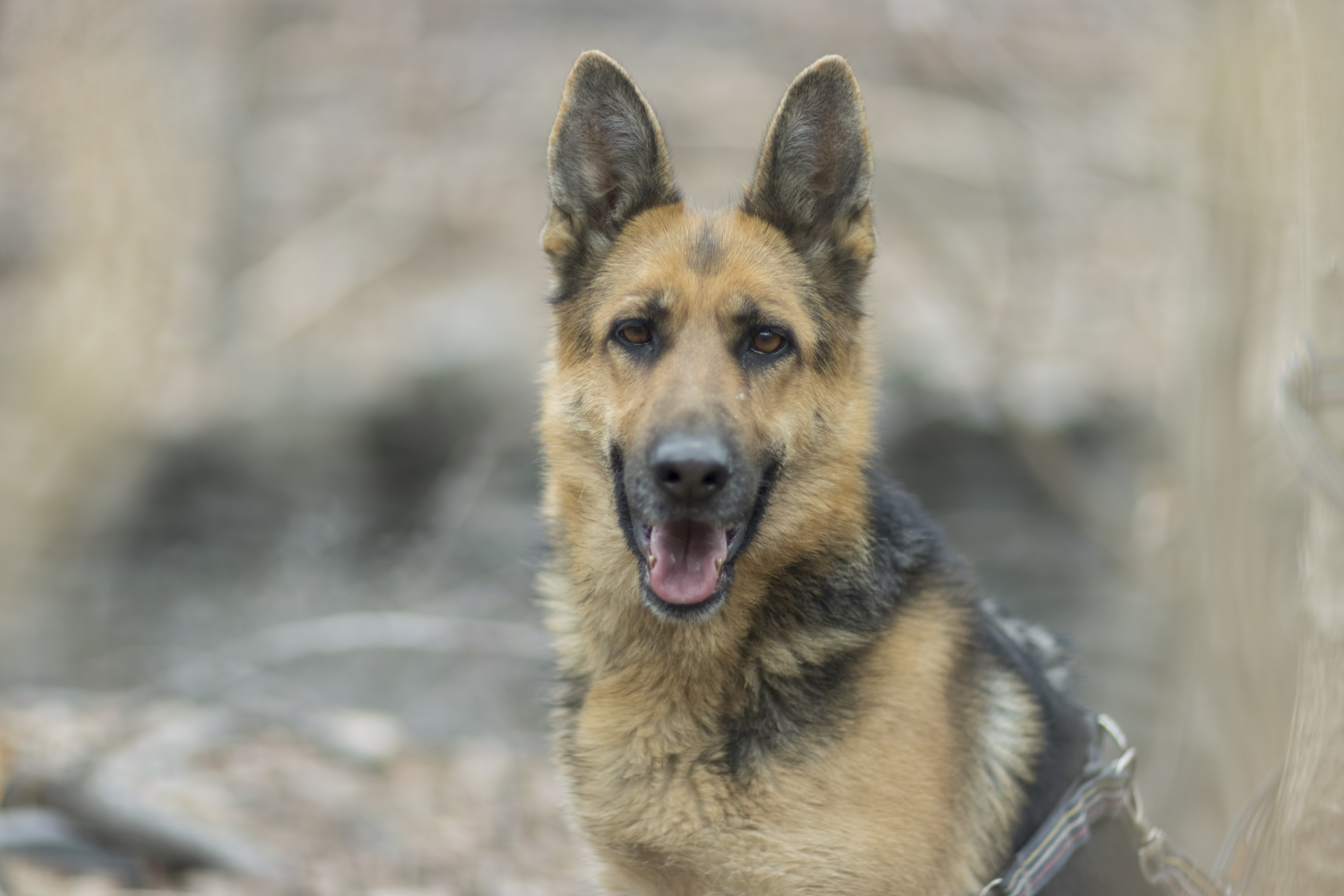
سگ نژاد ژرمن شپرد
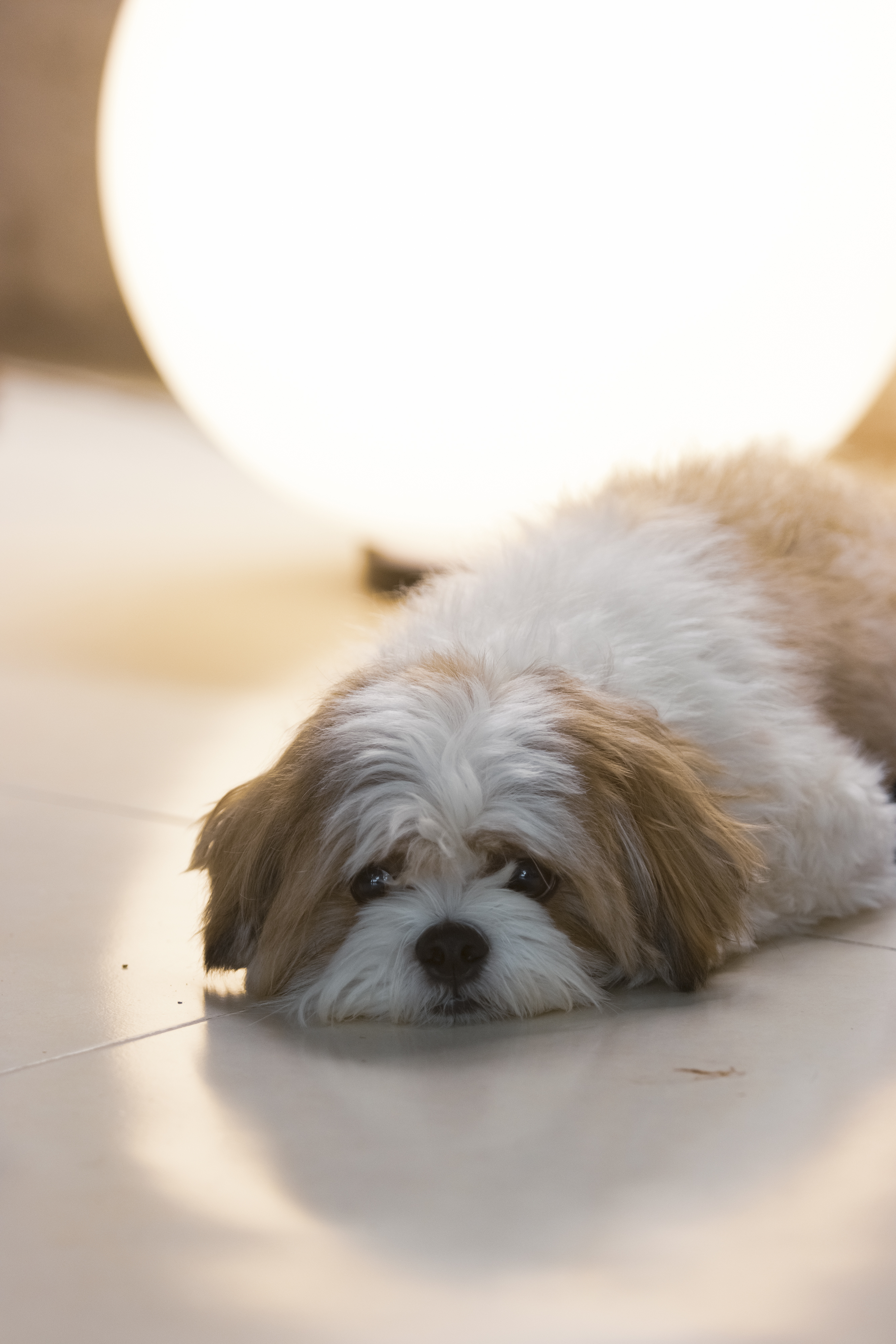
سگ نژاد شیتزو
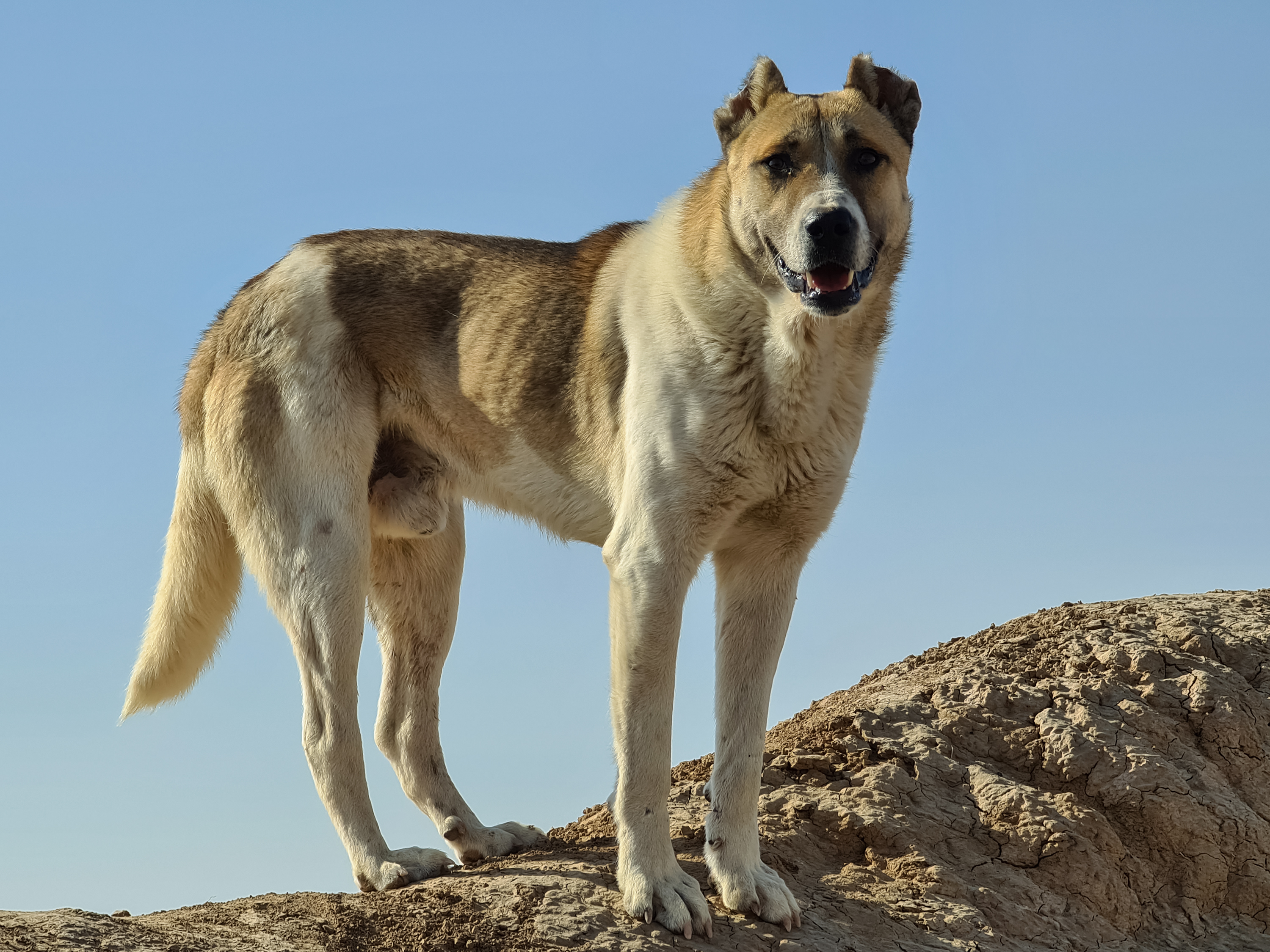
یک سگ نیمه سرابی ایرانی
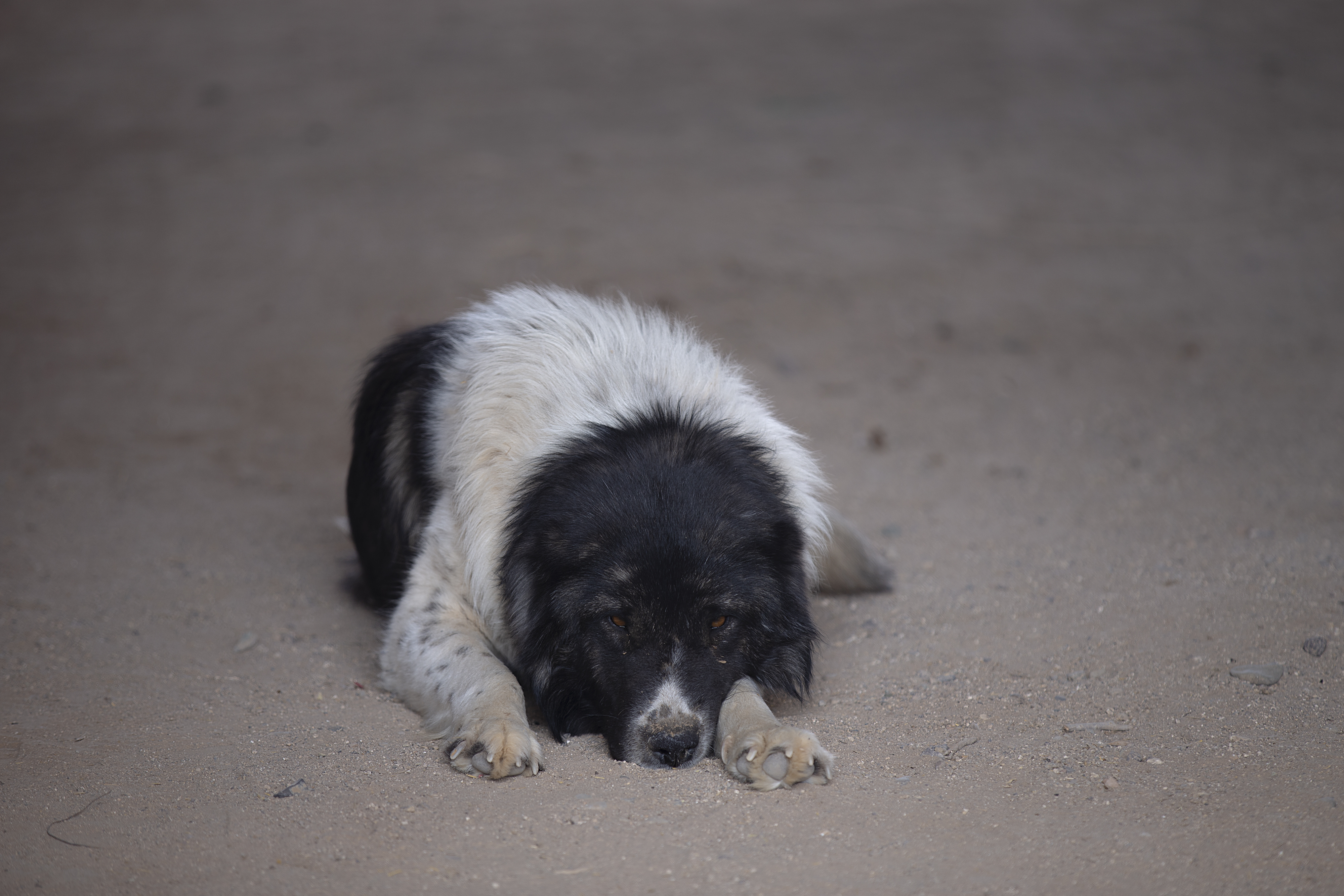
سگ ایرانی نژاد قهدریجانی ایرانی